# 伝統主義青年ネットワーク
伝統主義青年ネットワーク（でんとうしゅぎせいねんネットワーク、英: The Traditionalist Youth Network）はアメリカに拠点を置くオルタナ右翼の白人ナショナリスト・グループである。
2013年にマシュー・ハインバック（Matthew Heimbach）が創設して以来、このグループは白人分離主義とキリスト教の白人至上主義を奨励している。ヨーロッパのアイデンティティー運動に倣って、このグループは多くの抗議活動や地域イベントを行ってきた。2015年、このグループは地方議員選挙に候補者を擁立するために派生組織として伝統主義労働党（Traditionalist Worker Party）を創設した。

## 沿革
このグループは2013年5月にマシュー・ハインバックとマット・パロット（Matt Parrott）が創設した。ハインバックは2011年秋以来、白人至上主義の活動家である。当時、彼はメリーランド州のタウソン大学でグループを結成し、白人至上主義者のジャレッド・テイラー（Jared Taylor）を同大学へ招いて講演をしてもらった。翌年、ハインバックは同大学で「白人学生組合」を創設した。2013年春、ハインバックは卒業と同時にパロットと協力して伝統主義青年ネットワークを設立した。パロットは2009年ごろにインディアナ州で白人至上主義グループ「フーザー・ネイション」（Hoosier Nation）を創設していた。パロットも白人至上主義者である。このグループは最終的にはアメリカ自由党（American Freedom Party）の支部となった。
過激派グループを追跡している南部貧困法律センターは伝統主義青年ネットワークを扇動グループと認定し、ハインバックのことを次のように記してきた。「多くの人たちから新しい世代の白人ナショナリストだとみなされている。…2013年春に大学を卒業して以来、彼は白人ナショナリズム運動にますます没頭していった。そして右翼急進派の講演活動の正規講演者となった。」
2016年4月22日、伝統主義労働党は提携組織と共にアーリア人ナショナリスト同盟（Aryan Nationalist Alliance）と呼ばれる連立組織を結成した。その提携組織には国家社会主義運動、アーリア人テロ団体（Aryan Terror Brigade）、アーリア人攻撃部隊（Aryan Strikeforce）、フィニアス聖職者団体（Phineas Priesthood）、クー・クラックス・クラン、その他が含まれる。アーリア人ナショナリスト同盟はその後、名称をナショナリスト戦線（Nationalist Front）に変更した。

## 日本のメディアへの対応
創設者のハインバックは2017年4月、ケンタッキー州東部での集会の場で『朝日新聞』のインタビューに応じ次のように述べた。「ケンタッキー州東部で集会をしたのはアメリカの中でも特に見捨てられた地域だからだ。白人労働者が無視され、彼らを代弁する政党がない。この地域で候補者を集め、政党として支持を広げたい」、「目標は政界進出だ。連邦選挙管理委員会にも登録した。アパラチア地方とラストベルト（さびついた工業地帯）で集会を重ね、地方レベルの候補者を探す。／私はトランプ氏に投票した。彼は選挙戦で民族主義に訴えて勝ち、私たちが勢力を広げる余地を示してくれた。一般の人々がナショナリズムを重視していることを証明してみせた。／しかし就任後、多くの点で支持者を裏切った。シリア空爆をやった。他国への介入主義だ。また国境の壁の建設費が政権の予算案に十分に入っていない。貧困地域への財政支援も打ち切ろうとしている。／私たちには好機到来だ。共和党が白人労働者のことなど真剣に考えていないことが明らかになり始めた。彼らが代弁するのはウォール街と大企業で、この地域は間もなく見捨てられる。今こそ我々が動くときだ。トランプ氏に投票した人は、自分たちを代表している政党がないと不満を持っている。だから私たちは彼らに働きかける」、「グローバル化による自由貿易と移民流入でコミュニティーが壊された。政治と経済のエリートは都市だけで暮らし、どの特定の土地にも根ざしていない。選挙で示されたのは、無視されてきた地方の声だ」、「運動の手応えを感じている。トランプ氏が出馬表明した2015年時点でのメンバーは約100人だったが、今は600人を超えた。海外からも連携を求められ、日本からも招待されている。どの民族にも固有の場所があるべきだと訴える、グローバル化に抵抗する世界各地の民族主義者と協調したい」。